# Bacteriostaticum
Bacteriostatische antibiotica zijn een klasse moleculen die bij gevoelige bacteriën de groei inhiberen (m.a.w. beletten dat ze zich vermenigvuldigen), zodat het lichaam de tijd krijgt ze op te ruimen. Dit is tegengesteld aan bactericidisch antibiotica, welke bacteriën doden.

## Voorbeelden van bacteriostatisch antibioticum
De volgende antibiotica hebben zowel een bacteriostatische als batericidische werking
- Chlooramfenicol
- Clindamycine
- Doxycycline
- Ethambutol
- Macrolide
- Nitrofurantoïne
- Tetracycline
- Tigecycline